# Lanistes elliptus
Lanistes elliptus је пуж из реда Architaenioglossa.

## Угроженост
Ова врста је на нижем степену опасности од изумирања, и сматра се скоро угроженим таксоном.

## Распрострањење
Ареал врсте је ограничен на три државе. 
Малави, ДР Конго и Мозамбик су једина позната природна станишта врсте.

## Станиште
Станиште врсте су слатководна подручја.